# Dublin Bay
Koordinaten: 53° 20′ 0″ N, 6° 6′ 43″ W

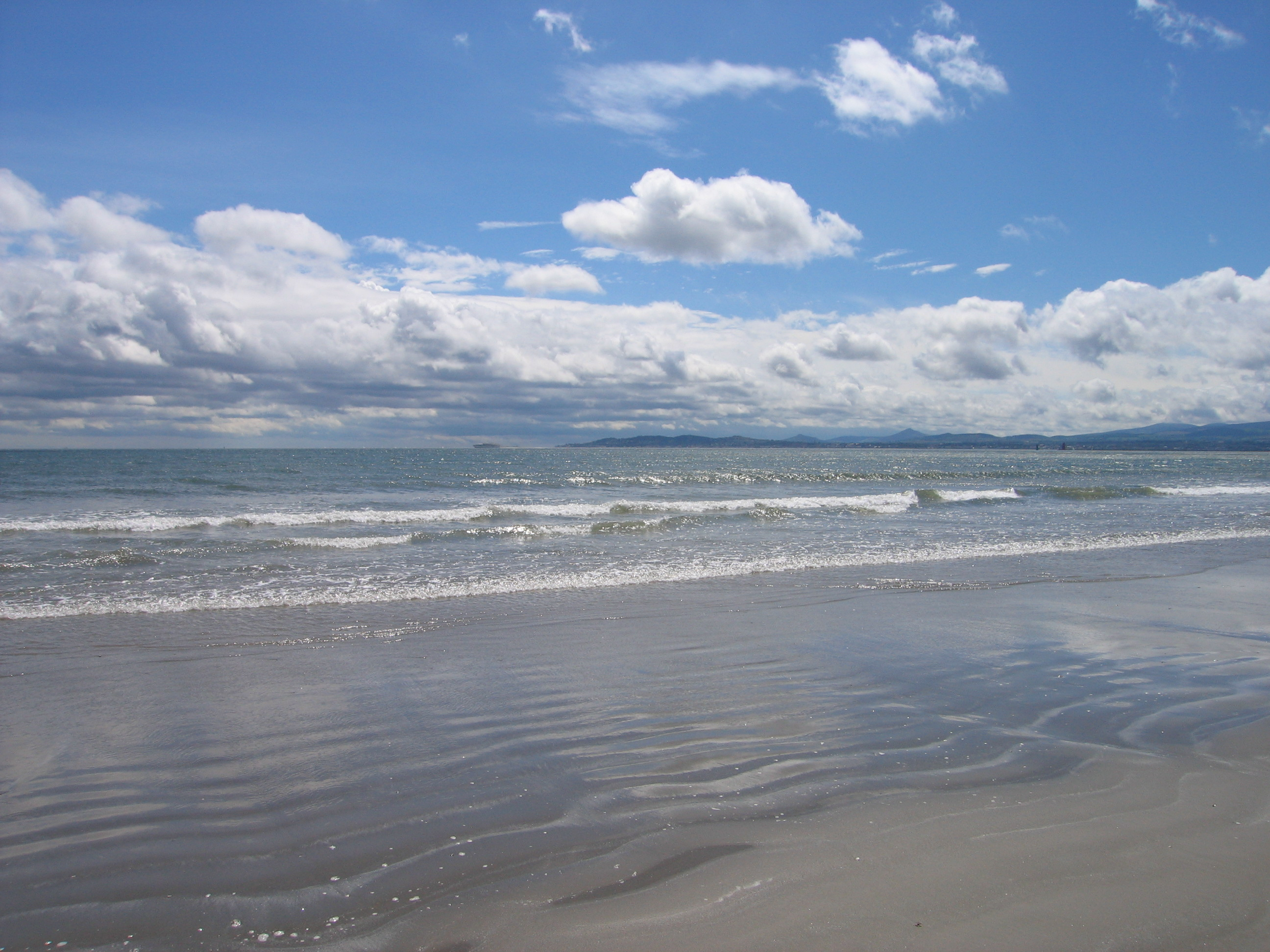
Blick über die Dublin Bay vom Strand von Dollymount

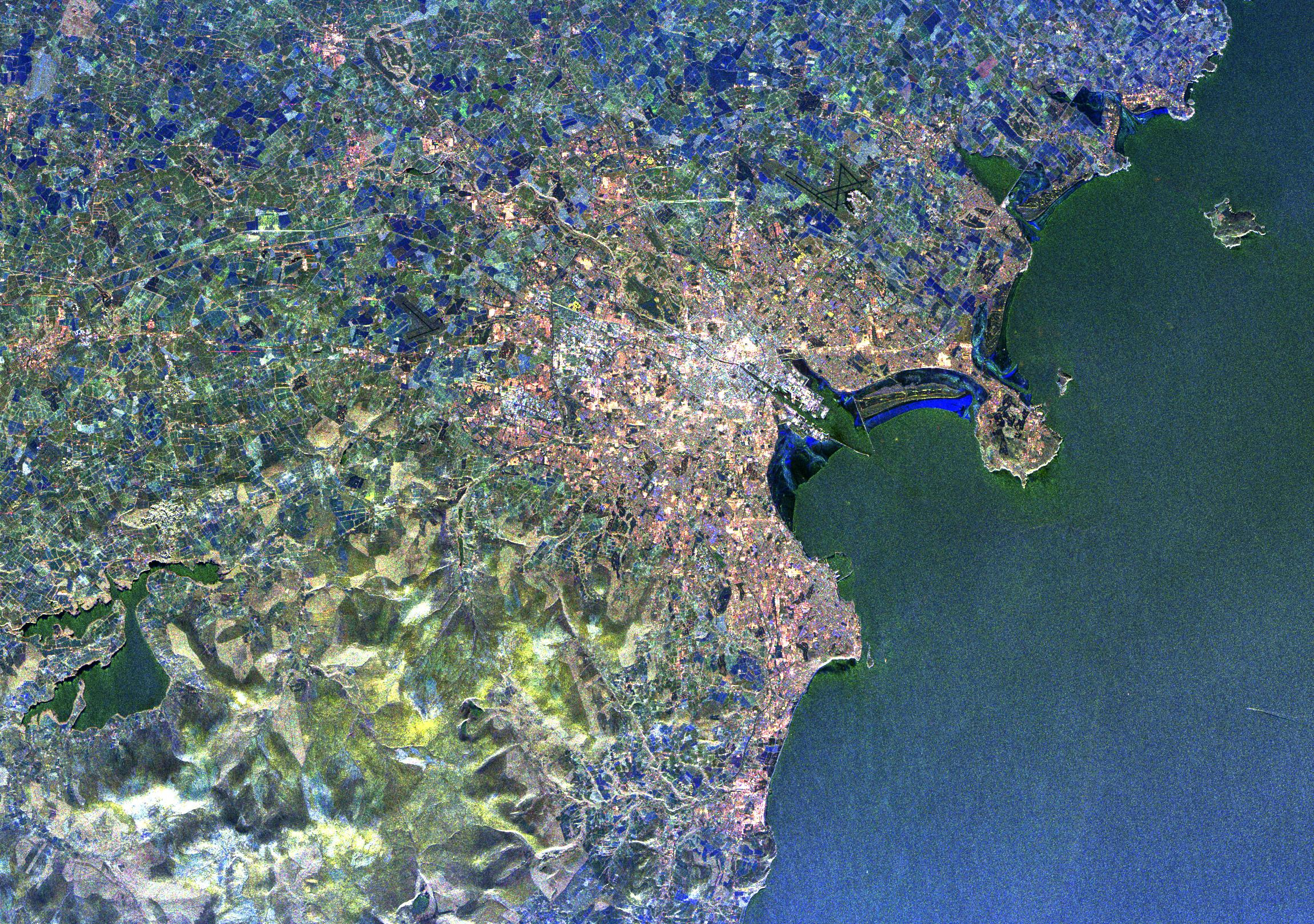
Satellitenfoto der NASA

Die Dublin Bay (irisch: Cuan Bhaile Átha Cliath), auch Bucht von Dublin, ist der Δ-förmige Mündungstrichter der Flüsse Liffey, Tolka und Dodder in die Irische See an der Ostküste von Irland bei Dublin.
Die Bucht ist durchschnittlich rund 5 Meter tief und hat eine Nord-Süd-Ausdehnung von der Halbinsel Howth Head im Norden zum Hafen von Dún Laoghaire im Süden von ca. 10 km und eine Ost-West-Ausdehnung von 7 km. Die kleine Sandinsel North Bull liegt im Nordwesten der Bucht und erstreckt sich über 5 km. Auf der Insel befinden sich zwei Golfplätze. Zwei künstlich erbaute Dämme mit Leuchttürmen bilden den eigentlichen Eingang in den Hafen von Dublin.
Der Ballungsraum von Dublin umschließt die Dublin Bay im Norden, Westen und Süden auf drei Seiten vollständig, während die Irische See im Osten liegt. 
Im Mittelalter, als die Sandablagerungen der Liffey die Bucht noch nicht so verlandet hatten, dehnte sich die Dublin Bay 6 km weiter nach Westen aus.
501 Passagiere und Besatzungsmitglieder des irischen Dampfschiffes Leinster verloren ihr Leben, als es am 10. Oktober 1918 durch zwei Torpedos des deutschen U-Bootes UB 123 versenkt wurde. Das Wrack liegt in 33 Meter Tiefe auf Grund (Breite 53° 18' 88" N (53.324); Länge 5° 47' 71" W).

## Geografische Koordinaten
- Breite: 53° 20' 4" N (53.33444)
- Länge: 6° 6' 38" W (-6.110556)